# Campion rubellus
Campion rubellus is een insect uit de familie van de Mantispidae, die tot de orde netvleugeligen (Neuroptera) behoort. 
Campion rubellus is voor het eerst wetenschappelijk beschreven door Navás in 1914.